# باشگاه فوتبال الاخدود
باشگاه الاخدود (عربی: نادی الأخدود) یک باشگاه فوتبال مستقر در عربستان سعودی است که در نجران، منطقه جنوبی عربستان سعودی واقع شده‌است. این باشگاه که در سال ۱۹۷۶ تأسیس شد، در لیگ حرفه‌ای فوتبال عربستان، (سطح اول فوتبال عربستان)، شرکت می‌کند. این باشگاه دو بار در سال ۱۹۹۲ و آخرین بار در سال ۲۰۲۱ قهرمان لیگ دسته دوم عربستان (سطح سوم فوتبال عربستان) واقع شده‌است.

## افتخارات
دسته دوم عربستان (سطح ۳)
- برندگان (۲): ۱۹۹۱–۹۲، ۲۰۲۰–۲۱

دسته سوم عربستان (سطح ۴)
- برندگان (۲): ۲۰۰۳–۰۴، ۲۰۱۷–۱۸